# 勒让德多项式
数学上，勒让德函数指以下勒让德微分方程的解：
{\displaystyle (1-x^{2}){\frac {\mathrm {d} ^{2}P(x)}{\mathrm {d} x^{2}}}-2x{\frac {\mathrm {d} P(x)}{\mathrm {d} x}}+n(n+1)P(x)=0.}
为求解方便一般也写成如下施图姆-刘维尔形式:
{\displaystyle {\mathrm {d}  \over \mathrm {d} x}\left[(1-x^{2}){\mathrm {d}  \over \mathrm {d} x}P(x)\right]+n(n+1)P(x)=0.}
上述方程及其解函数因法国数学家阿德里安-马里·勒让德而得名。勒让德方程是物理學和其他技術領域常常遇到的一類常微分方程。當試圖在球坐標中求解三維拉普拉斯方程（或相關的其他偏微分方程）時，問題便會歸結為勒讓德方程的求解。  
勒让德方程的解可写成标准的幂级数形式。当方程满足 {\displaystyle |x|<1} 时，可得到有界解（即解级数收敛）。并且当n 为非负整数，即{\displaystyle n=0,1,2,\ldots }.

## 正交性
勒让德多项式的一个重要性质是其在区间 {\displaystyle -1\leq x\leq 1} 关于L2内积满足正交性，即：
{\displaystyle \int _{-1}^{1}P_{m}(x)P_{n}(x)\,\mathrm {d} x={2 \over {2n+1}}\delta _{mn}}
其中 {\displaystyle \delta _{mn}} 为克罗内克δ记号，当{\displaystyle m=n} 时为1，否则为0。 
事实上，推导勒让德多项式的另一种方法便是关于前述内积空间对多项式 {\displaystyle {1,x,x^{2},\ldots }} 进行格拉姆-施密特正交化。之所以具有此正交性是因为如前所述，勒让德微分方程可化为标准的Sturm-Liouville问题：
{\displaystyle {\mathrm {d}  \over \mathrm {d} x}\left[(1-x^{2}){\mathrm {d}  \over \mathrm {d} x}P(x)\right]=-\lambda P(x),}
其中本征值 {\displaystyle \lambda } 对应于原方程中的 {\displaystyle n(n+1)}。

## 部分实例
下表列出了前11阶（n 从0到10）勒让德多项式的表达式：
| n  | {\displaystyle P_{n}(x)\,}                                                                                                 |
| 0  | {\displaystyle 1\,} |
| 1  | {\displaystyle x\,} |
| 2  | {\displaystyle {\begin{matrix}{\frac {1}{2}}\end{matrix}}(3x^{2}-1)\,}                                                     |
| 3  | {\displaystyle {\begin{matrix}{\frac {1}{2}}\end{matrix}}(5x^{3}-3x)\,}                                                    |
| 4  | {\displaystyle {\begin{matrix}{\frac {1}{8}}\end{matrix}}(35x^{4}-30x^{2}+3)\,}                                            |
| 5  | {\displaystyle {\begin{matrix}{\frac {1}{8}}\end{matrix}}(63x^{5}-70x^{3}+15x)\,}                                          |
| 6  | {\displaystyle {\begin{matrix}{\frac {1}{16}}\end{matrix}}(231x^{6}-315x^{4}+105x^{2}-5)\,}                                |
| 7  | {\displaystyle {\begin{matrix}{\frac {1}{16}}\end{matrix}}(429x^{7}-693x^{5}+315x^{3}-35x)\,}                              |
| 8  | {\displaystyle {\begin{matrix}{\frac {1}{128}}\end{matrix}}(6435x^{8}-12012x^{6}+6930x^{4}-1260x^{2}+35)\,}                |
| 9  | {\displaystyle {\begin{matrix}{\frac {1}{128}}\end{matrix}}(12155x^{9}-25740x^{7}+18018x^{5}-4620x^{3}+315x)\,}            |
| 10 | {\displaystyle {\begin{matrix}{\frac {1}{256}}\end{matrix}}(46189x^{10}-109395x^{8}+90090x^{6}-30030x^{4}+3465x^{2}-63)\,} |

前6阶（n 从0到5）勒让德多项式的曲线如下图所示：

## 在物理学中的应用
在求解三维空间中的球对称问题，譬如计算点电荷在空间中激发的电势时，常常要用到勒让德多项式作如下形式的级数展开：
{\displaystyle {\frac {1}{\left|\mathbf {x} -\mathbf {x} ^{\prime }\right|}}={\frac {1}{\sqrt {r^{2}+r^{\prime 2}-2rr'\cos \gamma }}}=\sum _{\ell =0}^{\infty }{\frac {r^{\prime \ell }}{r^{\ell +1}}}P_{\ell }(\cos \gamma )}
其中{\displaystyle r}和{\displaystyle r'}分别为位置向量{\displaystyle \mathbf {x} }和{\displaystyle \mathbf {x} ^{\prime }} 的长度(其中{\displaystyle r}和{\displaystyle r'}分别為對位置向量{\displaystyle \mathbf {x} }和{\displaystyle \mathbf {x} ^{\prime }} 的長度進行測量的結果)，{\displaystyle \gamma }为两向量的夹角({\displaystyle \gamma }為對兩向量的夾角展開估計的結果)。当{\displaystyle r>r'}时上式成立。该式计算了在{\displaystyle \mathbf {x} '}处的点电荷激发的电场在{\displaystyle \mathbf {x} }点引起的电势大小。在对空间中连续分布的电荷引起的电势大小进行计算时(當計算由連續分佈之電荷所產生的電位時)，将涉及对上式进行积分(需積分上式中間項)。这时，上式右边的勒让德多项式展开将对此积分的计算带来很大的方便(逐項積分上式右邊的展開式可得一級數解，此級數之第一項叫做電單極矩，第二項叫做電偶極矩，第三項叫做電四極矩)。
静电场中具有轴对称边界条件的问题可以归结为在球坐标系中用分离变量法求解关于电势函数的拉普拉斯方程{\displaystyle \nabla ^{2}\Phi (\mathbf {x} )=0}（与和对称轴的夹角无关）。若设{\displaystyle {\widehat {\mathbf {z} }}}为对称轴，{\displaystyle \theta }为观测者位置向量和{\displaystyle {\widehat {\mathbf {z} }}}轴的夹角，则势函数的解可表示为：
{\displaystyle \Phi (r,\theta )=\sum _{\ell =0}^{\infty }\left[A_{\ell }r^{\ell }+B_{\ell }r^{-(\ell +1)}\right]P_{\ell }(\cos \theta ).}
其中{\displaystyle A_{\ell }}和{\displaystyle B_{\ell }}由具体边界条件确定。

## 其他性质
勒让德多项式的奇偶性由其阶数确定。当阶数k为偶数时，{\displaystyle P_{k}(x)}为偶函数；当阶数k为奇数时，{\displaystyle P_{k}(x)}为奇函数，即：
{\displaystyle P_{k}(-x)=(-1)^{k}P_{k}(x).\,}

### 递推关系
相邻的三个勒让德多项式具有三项递推关系：
{\displaystyle (n+1)P_{n+1}=(2n+1)xP_{n}-nP_{n-1}\,}
另外，考虑微分后还有以下递推关系：
{\displaystyle {x^{2}-1 \over n}{\mathrm {d}  \over \mathrm {d} x}P_{n}=xP_{n}-P_{n-1}.}
{\displaystyle (2n+1)P_{n}={\mathrm {d}  \over \mathrm {d} x}\left[P_{n+1}-P_{n-1}\right].}
其中最后一个式子在计算勒让德多项式的积分中较为有用。
使多项式的值：
```
#include
 
<iostream>

using
 
namespace
 
std
;

int
 
main
()

{

	
float
 
n
,
x
;

	
float
 
polyaendl
;

	
return
 
0
;

}

float
 
polya
(
float
 
n
,
 
float
 
x
)

{

	
if
 
(
n
 
==
 
0
)
 
return
 
1.0
;

	
eurn
 
x
;

	
else
 
return
 
((
2.0
 
*
 
n
 
-
 
1.0
)
 
*
 
x
 
*
 
polya
(
n
 
-
 
1.0
,
 
x
)
 
-
 
(
n
 
-
 
1.0
)
 
*
 
polya
(
n
 
-
 
2.0
,
 
x
))
 
/
 
n
;

}

```

## 移位勒让德多项式
移位勒让德多项式{\displaystyle {\tilde {P_{n}}}(x)}的正交区间定义在{\displaystyle [0,1]}上，即：
{\displaystyle \int _{0}^{1}{\tilde {P_{m}}}(x){\tilde {P_{n}}}(x)\,\mathrm {d} x={1 \over {2n+1}}\delta _{mn}.}
其显式表达式为：
{\displaystyle {\tilde {P_{n}}}(x)=(-1)^{n}\sum _{k=0}^{n}{n \choose k}{n+k \choose k}(-x)^{k}.}
相应的罗德里格公式为：
{\displaystyle {\tilde {P_{n}}}(x)=(n!)^{-1}{\mathrm {d} ^{n} \over \mathrm {d} x^{n}}\left[(x^{2}-x)^{n}\right].\,}
下表列出了前4阶移位勒让德多项式：
| n | {\displaystyle {\tilde {P_{n}}}(x)}   |
| 0 | 1                                     |
| 1 | {\displaystyle 2x-1}                  |
| 2 | {\displaystyle 6x^{2}-6x+1}           |
| 3 | {\displaystyle 20x^{3}-30x^{2}+12x-1} |

## 分数阶勒让德多项式
分数阶勒让德多项式通过将分数阶微分和通过Γ函数定义的非整数阶乘代入罗德里格公式中来定义。

## 极限关系
大Q勒让德多项式→勒让德多项式
令大q雅可比多项式中的{\displaystyle c=0},即勒让德多项式
令连续q勒让德多项式 q->1得勒让德多项式
{\displaystyle \lim _{q\to 1}P_{n}(x|q)=P_{n}(x)}
小q勒让德多项式→勒让德多项式
{\displaystyle \lim _{q\to 1}p_{n}(x|q)=P_{n}(1-2x)}